# کبوترخانه کاروانی
کبوتر خانه کاروانی مربوط به دوره قاجار است و در شهرستان تبریز، بخش خسروشاه، ضلع شمالی جاده تبریز، آذرشهر، روبروی پایگاه رادار واقع شده و این اثر در تاریخ ۲۸ اسفند ۱۳۸۵ با شمارهٔ ثبت ۱۸۹۱۹ به‌عنوان یکی از آثار ملی ایران به ثبت رسیده است.